# Radioreceptor de trafic
Radioreceptorul de trafic este un radioreceptor utilizat pentru recepția în unde decametrice sau metrice, de obicei la distanțe mari, a unor semnale cu caracter special (informații de presă, date științifice, semnale pentru navigație etc.) 
Față de radioreceptorul de radiodifuziune sonoră are sensibilitate și selectivitate mai mari, stabilitate ridicată, etalonare precisă în frecvență etc. Aparatul are o construcție robustă și este ecranat. 
Radioreceptorul de trafic portabil diferă de radioreceptoarele de radiodifuziune prin numărul de etaje mai mare și prin adăugarea anumitor dispozitive care le îmbunătățesc principalele caracteristici și care fac posibilă recepția semnalelor telegrafice. Sunt utilizate pentru telegrafie nemodulată și modulată pentru telefonie sau pentru transmiterea de facsimile, în radionavigație, radioghidaj, în radiocomunicații între puncte mobile etc.
Radioreceptorul de trafic staționar este strict specializat, după tipul legăturii. Este destinat traficului telegrafic, telefoniei la mare distanță, retransmiterii programelor de radiodifuziune sau televiziune multiple.